# Брест (Франция)
Брест (фр. Brest МФА: [bʁɛst]о файле, брет. Brest [ˈbʀeːst]) — город на западе Франции, супрефектура департамента Финистер. Расположен в 240 км к западу от Ренна, на побережье Атлантического океана, на крайнем западе полуострова Бретань. Город лежит на склонах холмов, на северном берегу Брестской бухты.
Брест — важный торговый и военный порт на Атлантическом океане; в городе расположена крупная военно-морская база. В городе — конечный пункт железнодорожной линии.
Население (2019) — 139 926 человек.

## История
Будучи городом старинного происхождения, Брест получает важное значение лишь с XVII века. Уже в начале франкского господства здесь стоял древний замок, по всей вероятности, римской постройки. В XI веке замок этот был сильно укреплен герцогом бретонским; позже городом на долгое время завладели англичане, пока, наконец, он опять не перешёл к герцогам бретонским.
Но своё значение, как главная база французского флота во всех морских войнах Франции с Англией, Нидерландами и Испанией, Брест получает лишь с тех пор, как кардинал Ришельё в 1631 году велел расчистить и укрепить гавань и построить арсенал и верфь для военных кораблей. Министр Кольбер, заменивший деревянную верфь каменной, возвёл в Бресте военную гавань, которая, по приказанию Людовика XIV, была в 1680—1688 годах сильно укреплена Вобаном, так что англичанам, которые в 1694 году хотели захватить его, пришлось отступить со значительными потерями.
Во время Французской революции на брестском рейде 1 июня 1794 года французский флот под начальством Вилларе-Жуайеза был разбит англичанами под начальством Хау. Шесть линейных кораблей были взяты англичанами, а седьмой был затоплен.

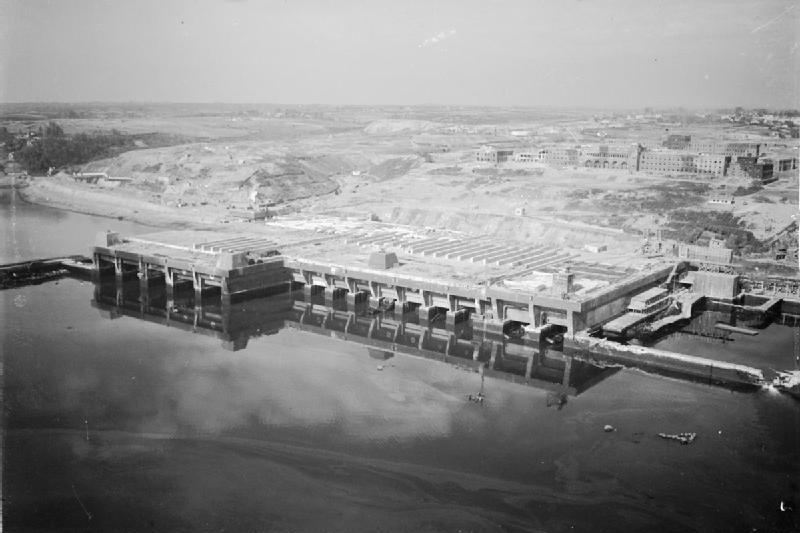
Общий вид базы субмарин с воздуха, август 1944

В июне 1940 года 5-я танковая дивизия Вермахта оккупировала порт Брест. В годы Второй мировой войны нацистские войска создали в Бресте крупную базу подводных лодок, в которой разместились 1-я флотилия «Веддиген» и 9-я флотилия подводных лодок Кригсмарине. В январе 1941 года начался процесс сооружения мощных бетонных крытых доков-бункеров для обслуживания и ремонта подводных лодок. Строительством занималась Организация Тодта, бункеры были построены за 9 месяцев. Схема объекта предполагала расположение двух бункеров под общей крышей. В первом из них находилось пять «мокрых» доков длиной 115 м и шириной 17 м (от «А» до «Е»), на три лодки каждый; во втором было восемь сухих доков длиной 99 м и шириной 11 м, и ещё два (длиной 114 м и шириной 13 м) (от № 1 до № 10), рассчитанных на одну лодку. Общая длина бункера составляла 333 м, ширина 192 м, высота 17 м, толщина крыши 6 м. После высадки в Нормандии в июне 1944 года союзные войска быстро продвигались, и возникла серьёзная угроза для бункеров в Бресте. Последней отсюда 4 сентября вышла U-256 под командованием корветтен-капитана Генриха Леманна-Вилленброка.
Бункер существует в настоящее время.
В ходе освобождения Франции от германских войск город был сильно разрушен, после войны частично отстроен заново.

## Достопримечательности

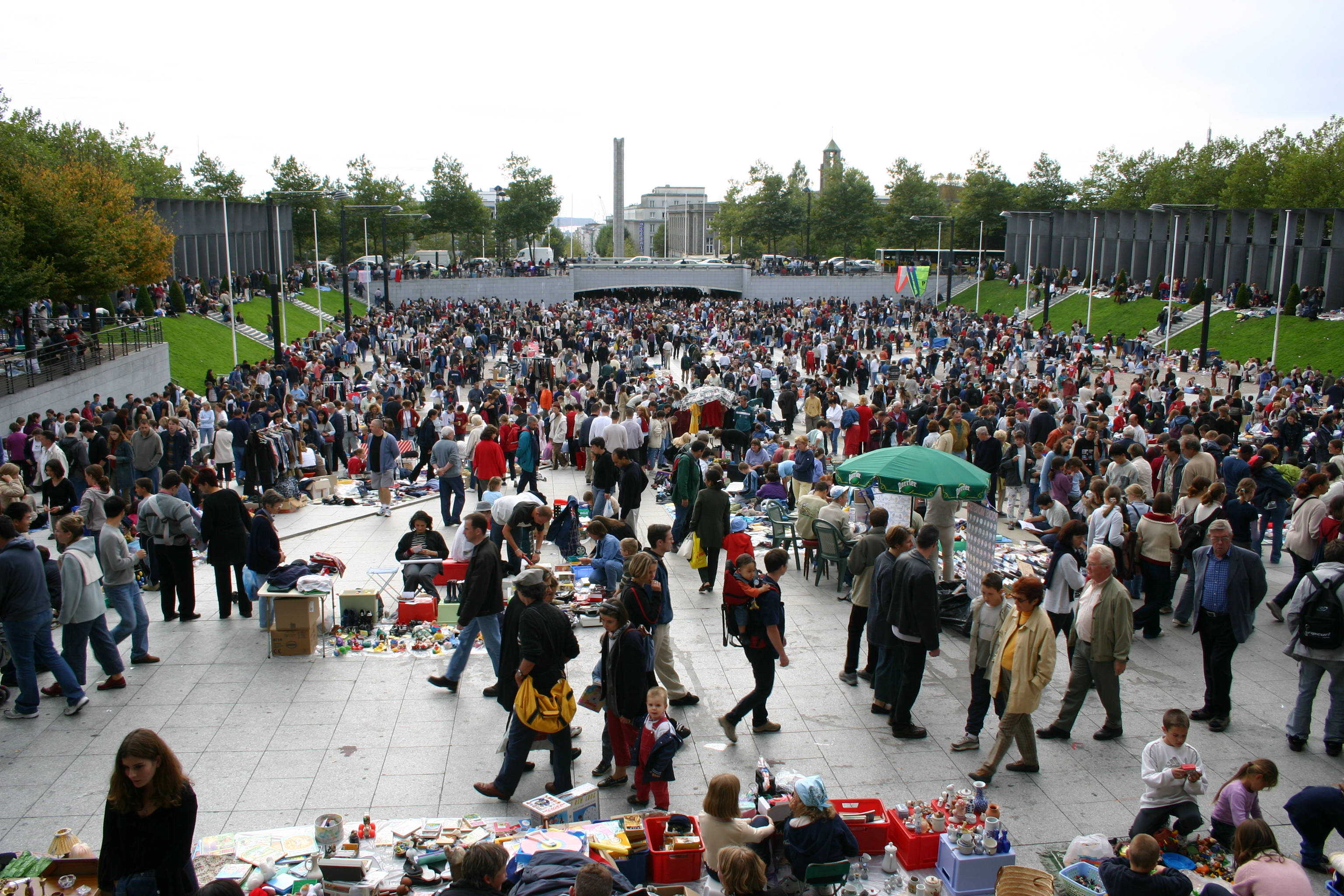
В центре города (площадь Освобождения Бреста)

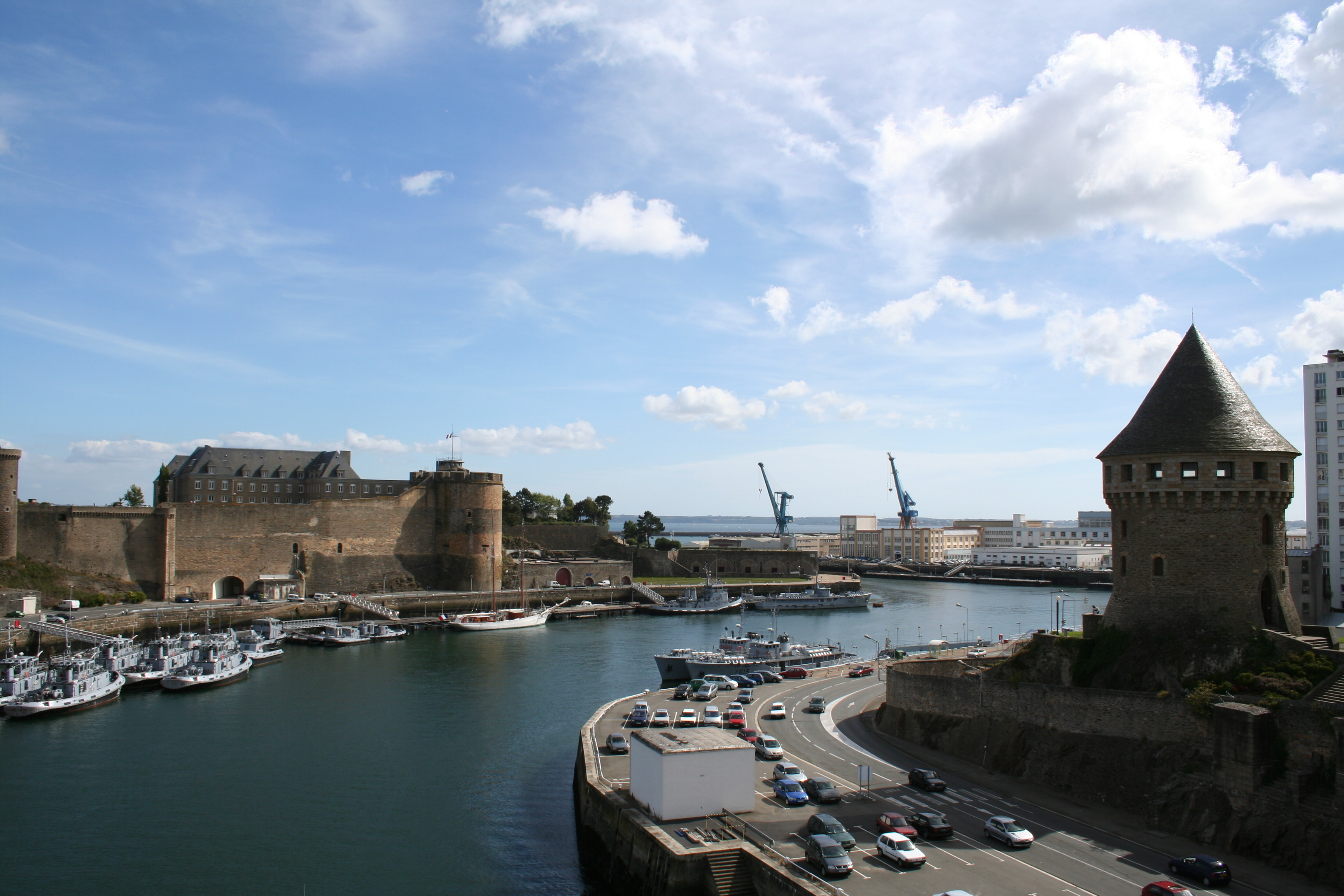
Вид с моста Рекувранс на Брестский замок и реку Пенфельд.

В городе сохранился средневековый Брестский замок, построенный на месте римского укрепления, который многократно перестраивали. Замок состоит из семи соединяющихся между собой башен; внутри возвышается другая отделенная рвами крепость с большими залами, подземельями, темницами, часовней и т. д.
Церкви Святого Мартина XIX века (неороманский стиль и неоготика), церковь Святого Спасителя XVIII века (иезуитский стиль), церковь Святого Людовика 60-х годов XX века (стиль модерн).
Башня Танги XIV века напротив замка
В Бресте расположен Национальный ботанический сад, созданный в 1970-е для спасения исчезающих видов растений.
Среди городских музеев следует отметить Musée de la Marine (Морской музей), где в том числе есть две картины художника Айвазовского, аквариум, уникальный морской центр «Океанополис», ряд диорам, реконструирующих события времён Второй мировой войны, например, в башне Танги. Старейшая улица Бреста — улица Сен-Мало, которая частично сохранилась после немецких бомбардировок. Ассоциация Vivre la Rue предпринимает усилия, чтобы реконструировать эту улицу. Летом здесь часто проводятся различные мероприятия, которые привлекают немало туристов. В целом, исторические постройки практически не сохранились в связи с тем, что город был почти полностью разрушен во время Второй мировой войны.

## Экономика
Экономическая активность в городе в основном сконцентрирована вокруг порта. Брестский порт позволяет принимать суда любого типа и водоизмещения. В городе развит судоремонт и судостроение, также имеются предприятия лёгкой и пищевой промышленности.
Структура занятости населения:
- сельское хозяйство — 0,3 %
- промышленность — 9,8 %
- строительство — 4,5 %
- торговля, транспорт и сфера услуг — 37,4 %
- государственные и муниципальные службы — 48,1 %

Уровень безработицы (2018) — 16,8 % (Франция в целом —  13,4 %, департамент Финистер — 12,1 %). 

Среднегодовой доход на 1 человека, евро (2018) — 20 520 (Франция в целом — 21 730, департамент Финистер — 21 970).

## Демография
Динамика численности населения, чел.

## Администрация
Пост мэра Бреста с 2001 года занимает социалист Франсуа Кюйяндр (François Cuillandre).  На муниципальных выборах 2020 года возглавляемый им левый список победил во 2-м туре, получив 49,69 % голосов (из трех списков).
| Период | Период | Фамилия         | Партия                             | Примечания                                                                              |
| ------ | ------ | --------------- | ---------------------------------- | --------------------------------------------------------------------------------------- |
| 1973   | 1977   | Эжен Берес      | Союз за французскую демократию     | профессор литературы, депутат Национального собрания                                    |
| 1977   | 1982   | Франсис Ле Бле  | Социалистическая партия            | руководитель работ арсенала Бреста, член Генерального совета департамента               |
| 1982   | 1983   | Пьер Май        | Социалистическая партия            | профессор физики, президент агломерации Брест                                           |
| 1983   | 1985   | Жак Бертело     | Объединение в поддержку Республики | профессор математики, член Регионального совета Бретани                                 |
| 1985   | 1989   | Жорж Кербра     | Объединение в поддержку Республики | врач                                                                                    |
| 1989   | 2001   | Пьер Май        | Социалистическая партия            | профессор физики, президент Генерального совета департамента                            |
| 2001   |        | Франсуа Кюйяндр | Социалистическая партия            | профессор права, депутат Национального собрания (1997-2002), президент метрополии Брест |

## Культура
В Бресте ежегодно проводится фестиваль короткометражного фильма «Festival Européen du Film Court de Brest». Раз в четыре года в Брест приплывают корабли из разных стран на фестиваль «Салюты Бреста» (Tonnerres de Brest).
В городе имеется Университет западной Бретани, ряд других высших учебных заведений. В июне 2012 года в Бресте провели трамвайную линию.
Брест — место рождения Яна Тирсена, известного французского мультиинструменталиста и композитора-минималиста.

## Спорт
С 1950 года существует футбольный клуб «Брест».

## Климат
Климат Бреста умеренный морской. Господствующие в умеренном климатическом поясе западные ветра с Атлантики приносят влажные морские воздушные массы, отепляющие зимой и приносящие прохладу летом. Зима в городе тёплая, снега и заморозков практически не бывает. Весна затяжная и прохладная. Лето тёплое, осень тоже затяжная и тёплая.
| Показатель                    | Янв.  | Фев.  | Март | Апр. | Май  | Июнь | Июль | Авг. | Сен. | Окт.  | Нояб. | Дек.  | Год    |
| ----------------------------- | ----- | ----- | ---- | ---- | ---- | ---- | ---- | ---- | ---- | ----- | ----- | ----- | ------ |
| Средний суточный максимум, °C | 9,1   | 9,4   | 11,0 | 12,5 | 15,6 | 18,1 | 20,4 | 20,6 | 18,7 | 15,3  | 11,9  | 10,0  | 14,4   |
| Средний суточный минимум, °C  | 4,2   | 4,2   | 5,1  | 5,8  | 8,5  | 10,8 | 12,8 | 13,0 | 11,4 | 9,3   | 6,5   | 5,2   | 8,1    |
| Норма осадков, мм             | 138,4 | 115,8 | 97,5 | 81,8 | 72,6 | 56,4 | 50,9 | 60,4 | 89,2 | 119,1 | 121,0 | 141,6 | 1144,7 |
| Источник: World Weather       |       |       |      |      |      |      |      |      |      |       |       |       |        |

| Показатель                        | Янв. | Фев. | Март | Апр. | Май  | Июнь | Июль | Авг. | Сен. | Окт. | Нояб. | Дек. | Год  |
| --------------------------------- | ---- | ---- | ---- | ---- | ---- | ---- | ---- | ---- | ---- | ---- | ----- | ---- | ---- |
| Средний суточный максимум, °C     | 9,5  | 9,9  | 11,8 | 14,6 | 16,9 | 19,6 | 21,2 | 20,6 | 19,6 | 16,6 | 12,9  | 10,6 | 15,3 |
| Средняя температура, °C           | 7,2  | 6,8  | 8,4  | 10,4 | 12,8 | 15,6 | 17,3 | 16,8 | 15,6 | 13,3 | 10,2  | 8,4  | 11,9 |
| Средний суточный минимум, °C      | 4,9  | 4,0  | 5,0  | 6,2  | 8,8  | 11,6 | 13,4 | 13,0 | 11,6 | 10,0 | 7,7   | 6,1  | 8,5  |
| Норма осадков, мм                 | 157  | 121  | 68   | 72   | 62   | 57   | 67   | 80   | 52   | 114  | 140   | 151  | 1141 |
| Источник: www.weatheronline.co.uk |      |      |      |      |      |      |      |      |      |      |       |      |      |

| Показатель                    | Янв. | Фев.  | Март | Апр. | Май  | Июнь | Июль | Авг. | Сен. | Окт. | Нояб. | Дек.  | Год  |
| ----------------------------- | ---- | ----- | ---- | ---- | ---- | ---- | ---- | ---- | ---- | ---- | ----- | ----- | ---- |
| Абсолютный максимум, °C       | 16,5 | 19,3  | 25,0 | 28,2 | 30,6 | 33,3 | 35,2 | 35,1 | 35,0 | 28,2 | 22,4  | 19,0  | 35,2 |
| Средний суточный максимум, °C | 9,3  | 9,5   | 11,5 | 13,2 | 16,2 | 18,8 | 20,7 | 20,8 | 19,1 | 15,8 | 12,2  | 9,9   | 14,8 |
| Средняя температура, °C       | 6,9  | 6,7   | 8,2  | 9,4  | 12,3 | 14,7 | 16,5 | 16,6 | 15,0 | 12,4 | 9,4   | 7,4   | 11,3 |
| Средний суточный минимум, °C  | 4,4  | 4,1   | 5,4  | 6,1  | 8,9  | 11,2 | 13,2 | 13,2 | 11,6 | 9,6  | 6,7   | 4,8   | 8,3  |
| Абсолютный минимум, °C        | −14  | −13,4 | −4,9 | −3   | 0,0  | 3,8  | 6,0  | 6,0  | 3,5  | −1,5 | −6,6  | −10,1 | −14  |
| Норма осадков, мм             | 143  | 111   | 96   | 92   | 79   | 59   | 66   | 67   | 82   | 131  | 133   | 149   | 1209 |
| Источник: «Погода и Климат»   |      |       |      |      |      |      |      |      |      |      |       |       |      |

## Города-побратимы
- Кадис, Испания
- Констанца, Румыния
- Денвер, штат Колорадо, США
- Дун-Лэаре, Ирландия
- Киль, Германия
- Плимут, Великобритания
- Сапоне[фр.], Буркина-Фасо
- Таранто, Италия
- Йокосука, Япония
- Брест, Беларусь